# قطبية (هندسة)
القطب والقطبية ، في الهندسة، هما على التوالي نقطة وخط، تنشأ بينهما علاقة تبادلية بالنسبة لقطع مخروطي ديلتا. بحيث لكل نقطة من مستوى ديلتا يوجد خط قطبي بالنسبة للقطع ديلتا، ولكل خط يوجد نقطة قطبية.

قطبية

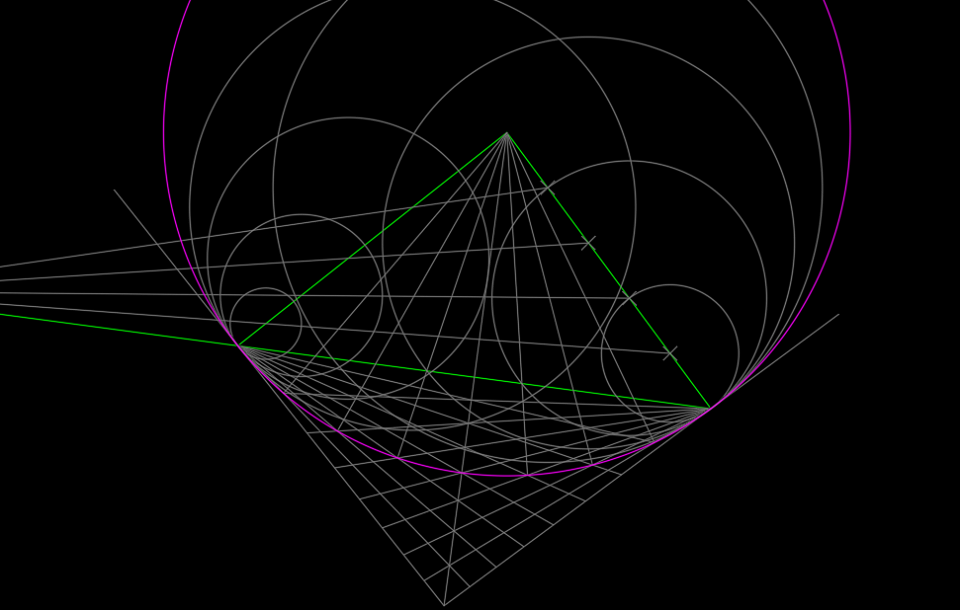
نقطة قطبية وخط قطبي بالنسبة لقطع مخروطي

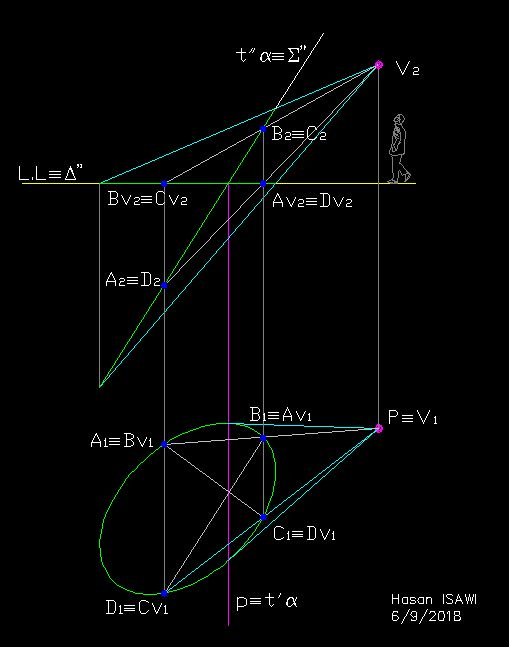
القطبية كعلاقة التفافية بين نقطة وقطع مخروطي

ان العلاقة التبادلية بين النقطة والخط بالنسبة لقطع مخروطي، تتلخص في انه عندما يتم إعطاء قطع مخروطي دلتا ونقطة P. كل نقطة P من المستوى يقابلها خط قطبي p والعكس صحيح. وعندما تتحرك نقطة M على طول الخط p ، يدور الخط القطبي لـ M حول القطب P للخط p.

وبذلك تنشأ المواضع التالية

هناك مبدأ الازدواجية بين النقطة والخط بالنسبة لقطع مخروطي، في المستوى ، عندما يتم إعطاء قطع مخروطي دلتا ونقطة P. كل نقطة P من المستوى يقابلها خط قطبي p والعكس صحيح. وعندما تتحرك نقطة M على طول الخط p ، يدور الخط القطبي لـ M حول القطب P للخط p.

- عندما تكون النقطة P خارج ديلتا، فخطها القطبي يتقاطع مع ديلتا
- وعندما يكون P داخل ديلتا، فخطها القطبي يكون خارج ديلتا
- وعندما يكون P على محيط ديلتا، فخطها القطبي يمر بها

يعتبر القطع المخروطي (المخروطية) المحل الهندسي للنقاط التي تقع على أقطابها (الخطوط المتماسة للمخروطية).

## اقطاب متقارنة بالنسبة لسطح ثنائي
نعتبر اثنين من الاقطاب متقارنة بالنسبة لسطح ثنائي س، إذا كان المستوى القطبي لأحدهما يمر بالقطب الآخر، والعكس صحيح.
بمعنى آخر، يكونان قطبين متقارنين بالنسبة لسطح س، إذا كان الكفاف الظاهر ل س بالنسبة لقطب منهما، ينتمي للمستوى الذي يمر بالقطب الآخر، والعكس صحيح.

## معرض صور

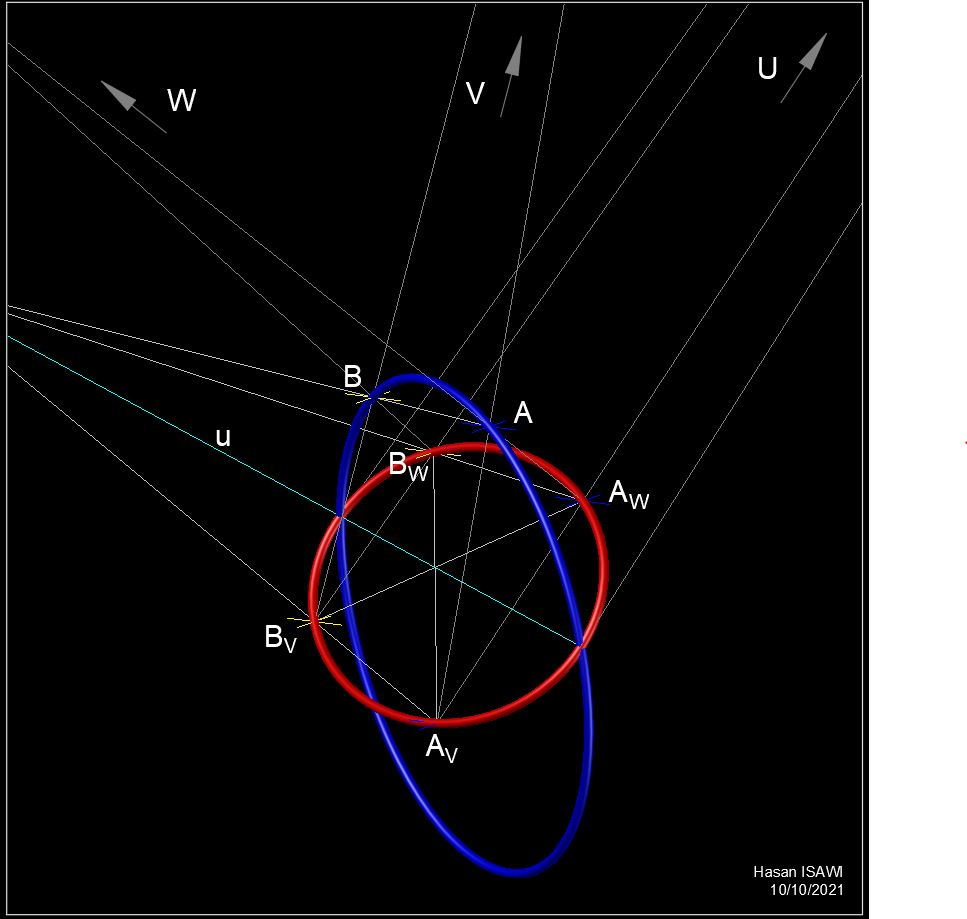
الضرب المتصالب في العلاقة الالتفافية بين قطوع مخروطية
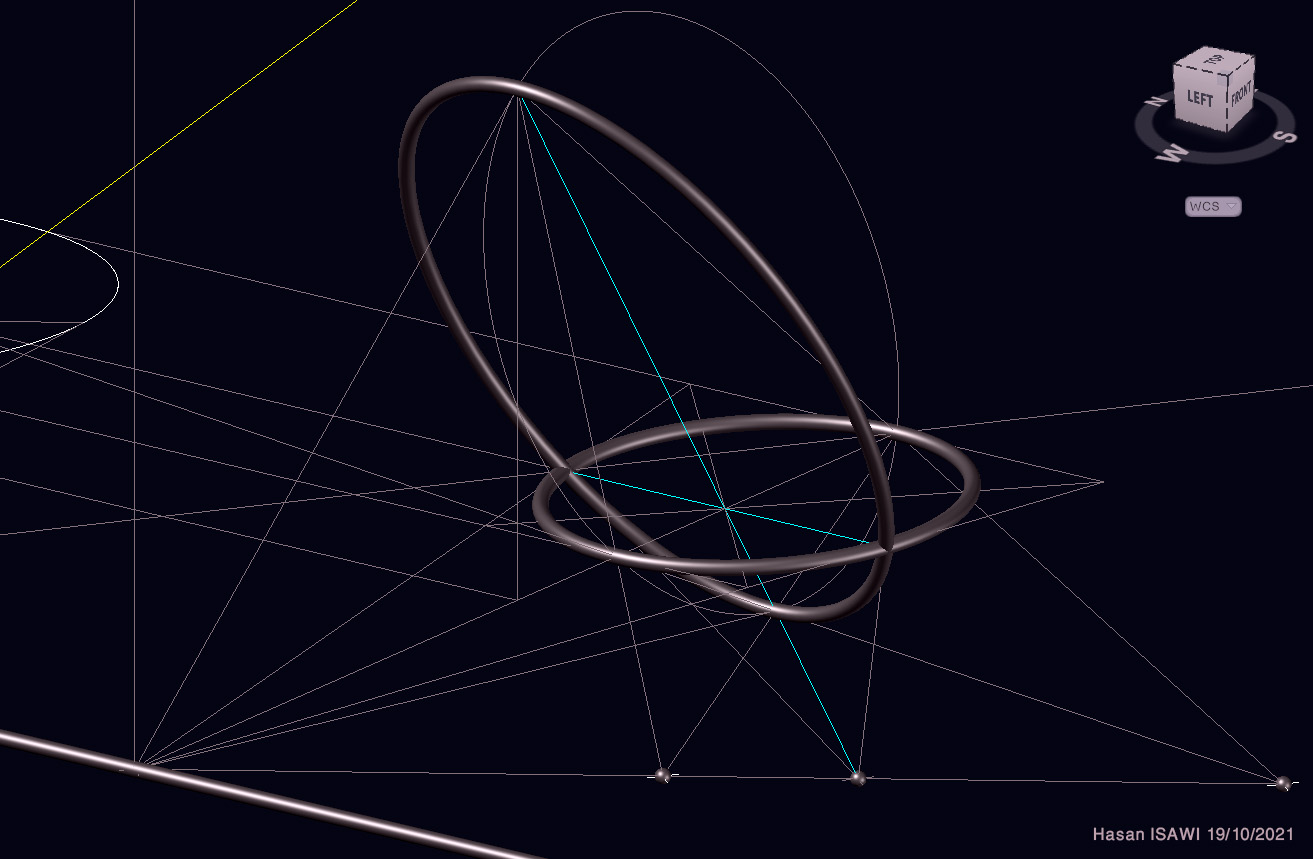
القطبية المتقارنة بالفراغ
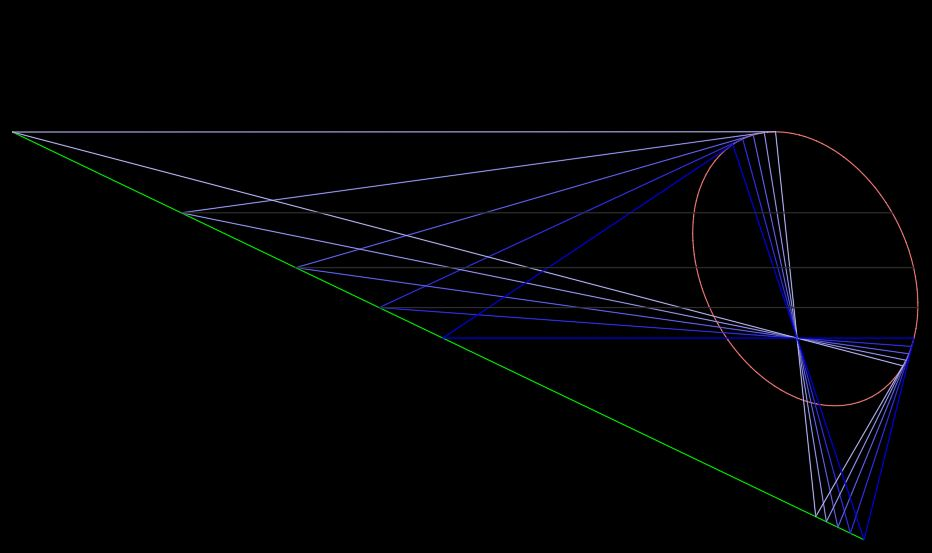
ان النقاط القطبية لحزمة من الخطوط التي تمر بنقطة ب  (لا تنتمي إلى مخروطية دلتا)،  تنتمي إلى خط  واحد  خ. الذي يمثل الخط القطبي للنقطة ب بالنسبة للمخروطية دلتا. وبالمثل ، يكون لحزمة الخطوط التي تمر بنقطة ن، تنتمي للخط خ ، نقطة قطبية واحدة متطابقة مع ب. التي تمثل النقطة القطبية للخط  خ بالنسبة لدلتا.
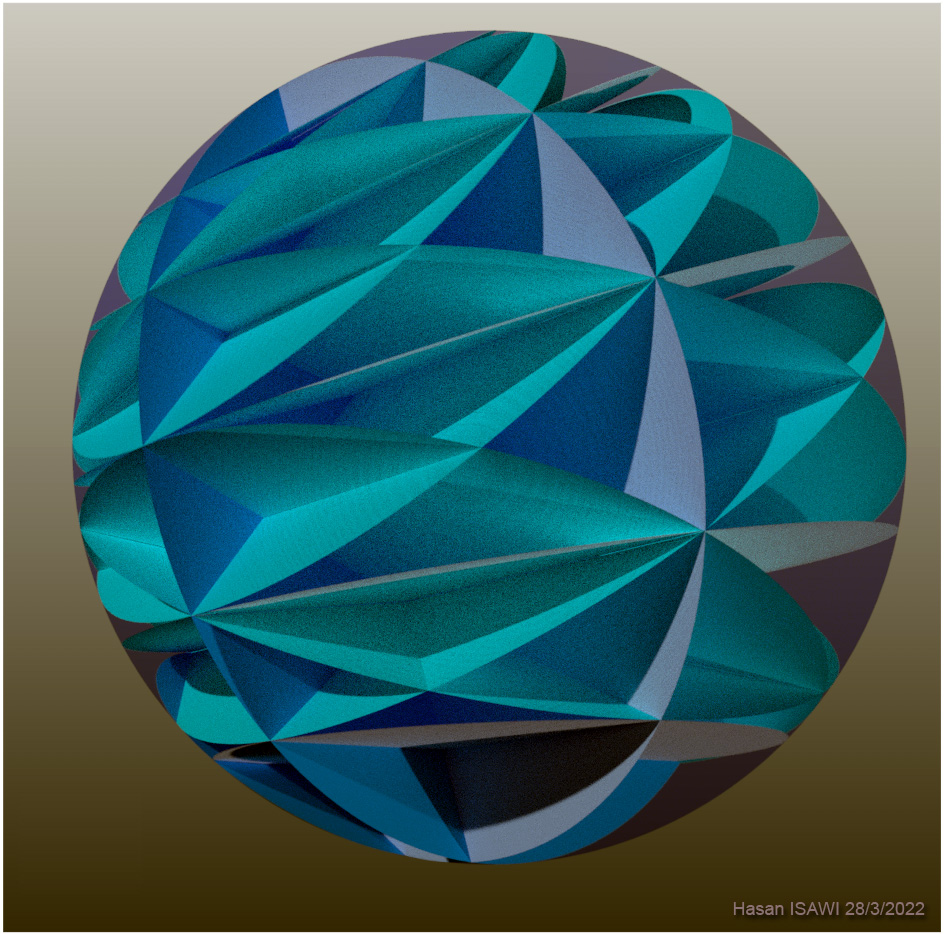
قطبية بين مستويات متقارنة بالنسبة لسطح كروي
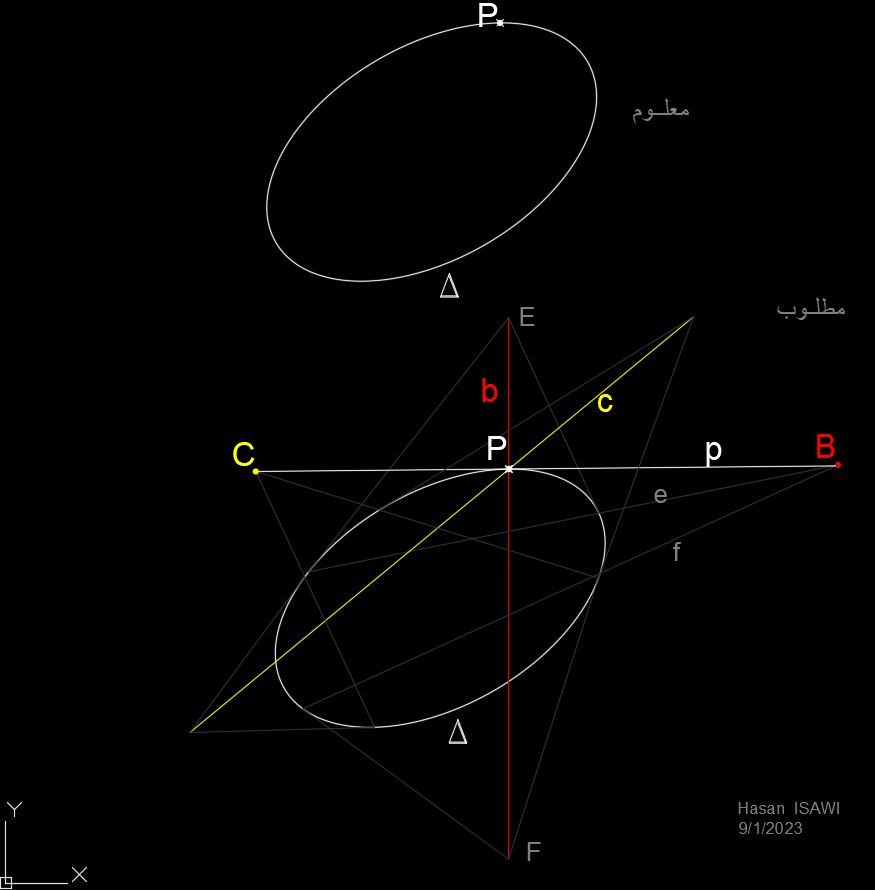
خط متماس لقطع ناقص عند إحدى نقاطه
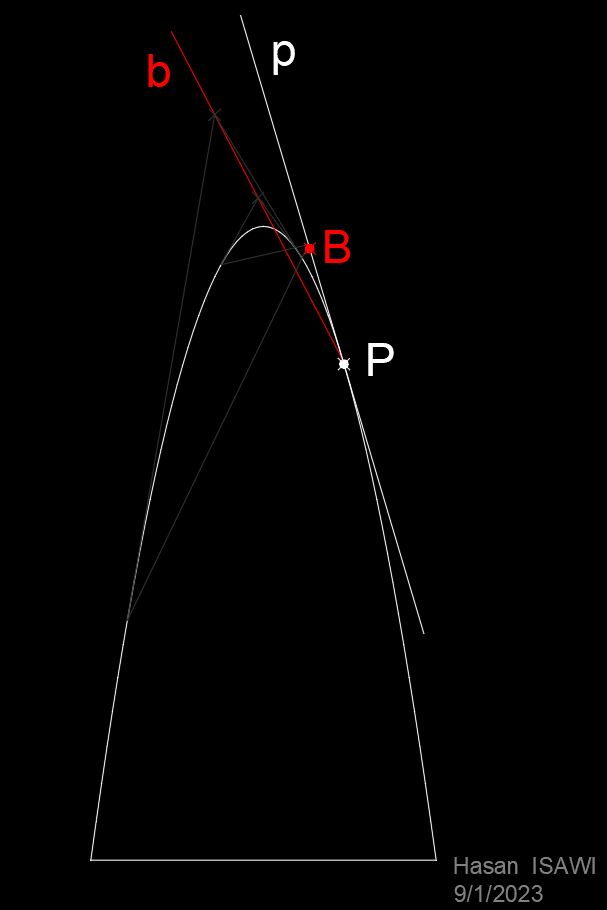
معلوم قطع مكافئ ديلتا ونقطة P تنتمي إليه. مطلوب تحديد الخط p المتماس لدلتا في النقطة P. وبعبارة أخرى ، مطلوب تحديد الخط القطبي p لـلنقطة القطبية P بالنسبة لدلتا